# 鹿兒島副絨皮鮋
鹿兒島副絨皮鮋（学名：Paraploactis kagoshimensis），又名斑鰭絨棘鮋、虎魚，为輻鰭魚綱鮋形目鮋亞目絨皮鮋科絨棘鮋屬下的一个种，分布於西北太平洋日本宇和海海域，體長可達12公分，棲息在藻礁底層水域，屬夜行性，生活習性不明。

## 扩展阅读
- 維基物種上的相關：鹿兒島副絨皮鮋